# Luigi Vannuccini
Luigi Vannuccini (Foiano della Chiana, Toscana, 4 de diciembre de 1828 - Bagni di Lucca, 14 de agosto de 1911), fue un maestro de canto, director de orquesta y compositor italiano.
Inició los estudios de música con su padre Ernesto, que en Florencia había sido profesor de canto de Adelina Patti, y los continuó en el conservatorio de esa ciudad toscana. Fue violinista del teatro Leopoldo (antiguo teatro Nazionale) y entre 1848 y 1873 dirigió óperas en el Teatro de La Pergola.
Además, en Florencia, fundó una escuela de canto que pronto adquirió amplia fama, no sólo en Italia, sino también en el extranjero. Era íntimo amigo de Rossini. Formó parte del histórico <Quartetto Fiorentino> con Giuseppe Buonamici, Bruni y Jefte Sbolci. Fue muy querido como maestro y orador, también en Inglaterra, y en Londres le publicaron una colección de Solfeggi tomados de la mejor tradición vocal italiana.
Compuso música sacra, obras para piano y canciones de cámara.